# 藤原石山
藤原 石山（ふじわら せきざん、1912年9月13日 - 没年不詳） は、日本の在野の歴史家。

## 生涯
藤原石山は1912年（大正元年）9月13日、愛知県豊橋市石巻町に生まれた。昭和13年、中神精太郎著『南朝忠臣高井主膳正』の伝記に心ひかれて南北朝時代の地方史に興味をいだき、昭和16年、山口保吉著『三河吉野朝の研究』と中西久次郎著『長慶天皇御聖蹟と東三河の吉野朝臣』によって三河に長慶天皇の遺蹟のある事を知り、また豊川市平尾町の寺部家に伝承される長慶天皇の伝承を聴き、さらに尾張一宮市の熊沢家の伝承、浜松市天王町の竹山家の伝承、愛知県岡崎市の三浦家の伝承を聞き、奈良県川上村に伝承される後南朝の秘蹟、能登半島の狼煙、富士吉田市の南朝秘蹟等を調査し、静岡県秋葉山の奥地京丸の山中や長野県浪合村の南朝王子の伝承地を訪ねるなどした。

## 著書
- 藤原丸山『長慶天皇の傳説と木地屋民 : 尾三遠南朝史論』（南朝史学会、1961年）
- 藤原丸山『三河南朝遺臣潜居史考』（南朝史学会、1961年）
- 藤原丸山『南朝王子の傳説とその考證 : 尾三遠南朝史論 ; 南北朝時代に於ける上野国新田郡と三河』（南朝史学会、1962年）
- 藤原丸山『南朝正統論 思想編』（南朝史学会、1962年）
- 藤原丸山『富士谷南朝秘蹟と両朝の策謀』（南朝史学会、1963年）
- 藤原丸山『三河吉野朝玉川宮御遺蹟の研究』（南朝史学会、1964年）
- 藤原丸山『南朝三代説と長慶天皇の御在位 : 南北朝時代の謎を解く』（南朝史学会、1964年）
- 藤原丸山『南朝正統皇位継承論』（南朝史学会、1966年）
- 藤原丸山『尹良親王の伝説』（南朝史学会、1971年）
- 藤原石山『渥美神戸久丸神社寝祭り考』（南朝史学会、1976）
- 藤原石山『三河に於ける長慶天皇伝説考』（南朝史学会、1979年）
- 藤原石山『三河に於ける長慶天皇伝説考資料編』（南朝史学会、1979年）
- 藤原石山『西浦山無量寺と懽子内親王』（南朝史学会、1981年）
- 藤原石山『長慶天皇の三河遷幸と諸豪の動き』（南朝史学会、1982年）
- 藤原石山『三河国境の南北朝攻防戦』（南朝史学会、1983年）
- 藤原石山『南北朝の正閏と天皇論』（南朝史学会、1984年）
- 藤原石山『南朝正統皇位継承論』（南朝史学会、1988年、再版）
- 藤原石山『稲荷信仰と陀枳尼真天の御正体』（南朝史学会）
- 藤原石山『石巻山ー南朝忠臣高井主膳正資料収録』（南朝史学会）
- 藤原石山『三遠』（三遠文化協会）